# Kurt Boeck

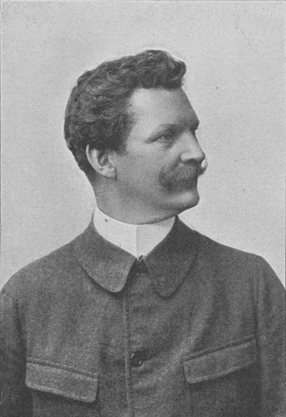
Kurt Boeck, ca. 1900

Kurt Karl Alexander Oskar Boeck (* 10. Juni 1855 in Antonienhütte; † 4. Oktober 1933 in München) war ein deutscher Theaterschauspieler, Bergsteiger und Reiseschriftsteller.

## Leben
Boeck, Sohn eines Hüttenwerksbesitzers, widmete sich nach Absolvierung des Realgymnasiums philosophischen und naturwissenschaftlichen Studien. Gelegentlich einer Studentenvorstellung von Schröders Studenten und Lützower am Berliner Nationaltheater teilte ihm Theodor Döring die Hauptrolle des „Holbach“ zu, in der er allgemeinen Beifall fand. Bei einer Wiederholung dieses Stückes in Hamburg wollte ihn Bernhard Pollini sofort als jugendlichen Helden engagieren.
Boeck lehnte dies vorteilhafte Anerbieten jedoch ab, um auf Wunsch seines Vaters zunächst das angefangene Studium zu beenden, das er in Göttingen durch 1879 einer Dissertation in Chemie beschloss.
Nachdem er seiner Militärpflicht als Einjähriger Genüge getan, genoss er seine künstlerische Ausbildung bei den Hofschauspielern Karl Gustav Berndal und Heinrich Oberländer. Im Frühling 1880 wurde Boeck an das Dresdner Hoftheater engagiert und mit wichtigeren Episoden-Rollen betraut.
1881 heiratete er Wella Geißler.
Nach Carl Ferdinand Kobersteins Abschied von der Dresdner Bühne wuchs sein Rollenkreis. Obwohl er auch 1884 eine Lehrer-Stellung für Schauspiel- und Vortragskunst am Königlichen Konservatorium in Dresden erhielt, erbat er sich doch 1885 die Lösung seines Vertrages, weil ihm vom königlichen Theater in Kassel ein günstigeres Engagement angeboten worden war. In Kassel war Boeck häufiger in der Lage, sich in großen Rollen auszuzeichnen, als sich aber 1887 Gelegenheit bot, eine Forschungsreise nach Asien, besonders nach Persien und in den Kaukasus zu begleiten, konnte er der Versuchung nicht widerstehen.
Das Forschen und Reisen in wenig bekannten, fernen Ländern sagte ihm derart zu, dass er, als er nach seiner Rückkehr aus Asien kein seinen Wünschen entsprechendes Engagement fand, sich völlig diesem interessanten Beruf zuwandte. Zunächst unternahm Boeck 1890 auf eigene Kosten eine Expedition ins Himalaya-Gebirge, wohin er den Gletscherführer Johann ("Hans") Kerer aus Tirol mitnahm und fuhr in den Jahren 1893, 1895 und 1898 bis 1899 erneut nach Indien, um das Land in allen Teilen gründlich kennenzulernen. Dabei bereiste er neben Britisch-Indien auch Britisch-Ceylon und Britisch-Burma (heute Sri Lanka und Myanmar) mit einer umfangreichen Fotoausrüstung, zu der auch versteckte Kameras gehörten, mit denen er unverfälschtere Aufnahmen der Bevölkerung zu machen hoffte. Er konnte für den Dezember 1898 eine Sondergenehmigung für einen Aufenthalt in Teilen Nepals erwirken; dieses Land hatte sich gegenüber Europäern gründlich abgeschottet, um der Kolonialisierung zu entgehen. Boecks zunächst heimlich gemachte Fotografien zählten zu den ersten, die in Nepal gemacht wurden, bis ihm von Dev Schamscher, dem Bruder des Premiers Bir Schamscher, weitergehende Genehmigungen erteilt wurden. Boeck interessierte sich als Bergsteiger insbesondere für den höchsten Berg der Welt, dem er sich in mehreren Reisen annäherte, um ihn von allen Seiten abzulichten. Dabei übernahm er allerdings die Falschannahme von Schlagintweit und hielt den Gauri Sankar für den Mount Everest.
Weitere Reisen führten Boeck nach China, Amerika, Japan und Sibirien. Er publizierte über seine Reisen in Zeitschriften und Büchern und gab Vorträge und Fotodarbietungen in zahlreichen Vereinen im In- und Ausland.
Boeck hatte seinen ständigen Wohnsitz in Dresden.
In seinen nicht veröffentlichten Memoiren äußerte er sich antisemitisch und bekannte sich zum Nationalsozialismus.

Bilder der Expedition von 1890
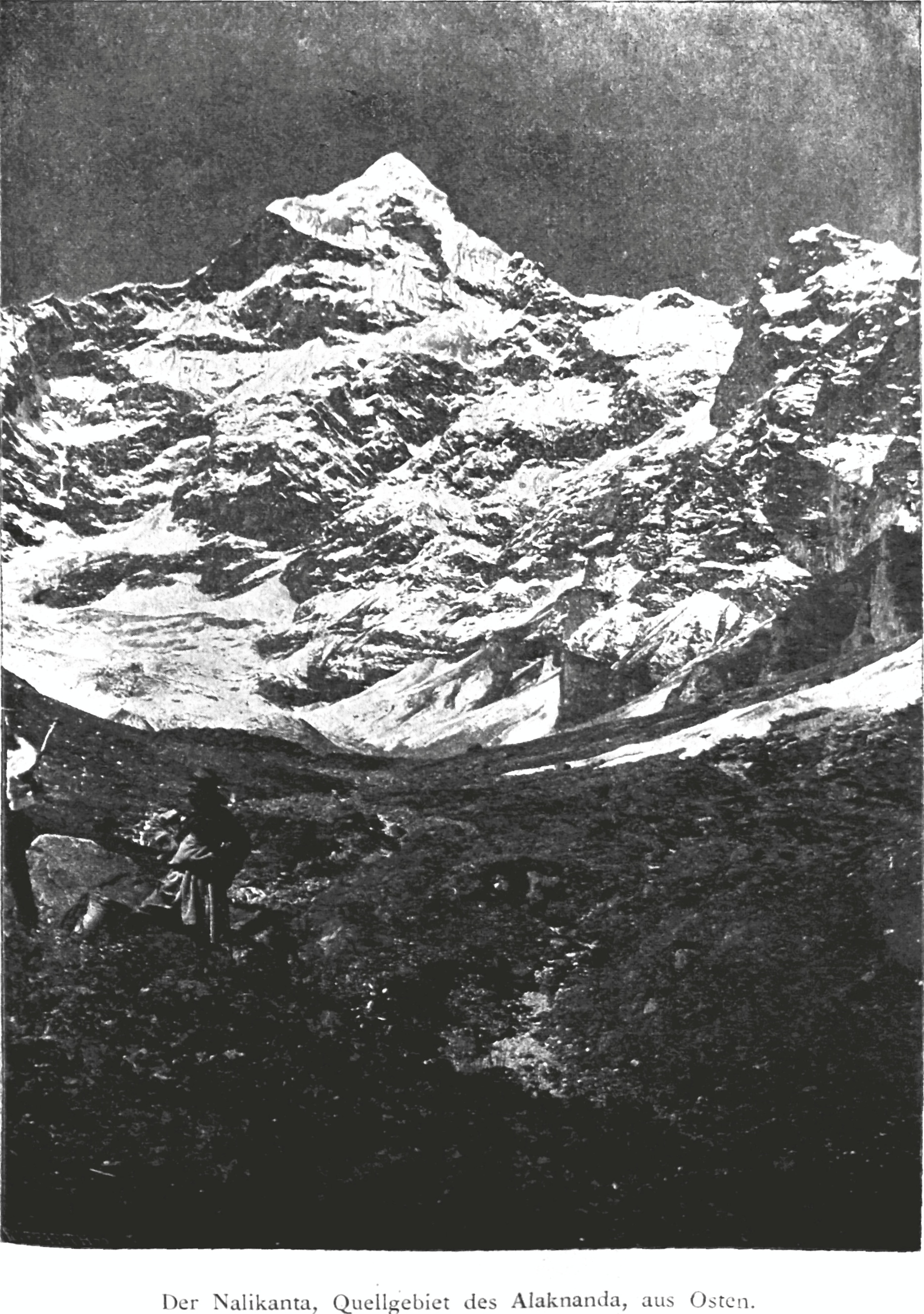
Der Nalikanta, Quellgebiet des Alaknanda, aus Osten.
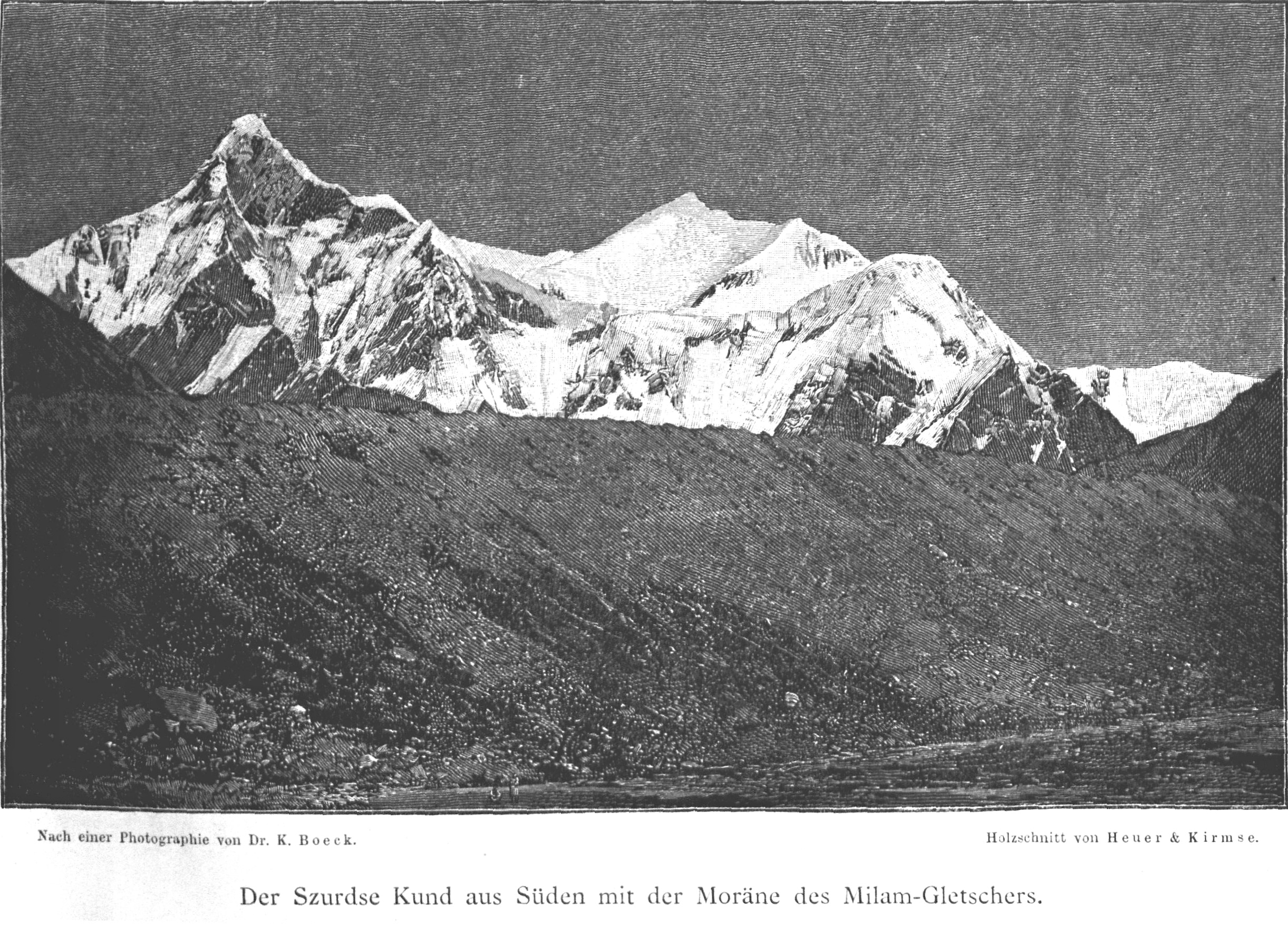
Der Szurdse Kund aus Süden mit der Moräne des Milam Gletschers.
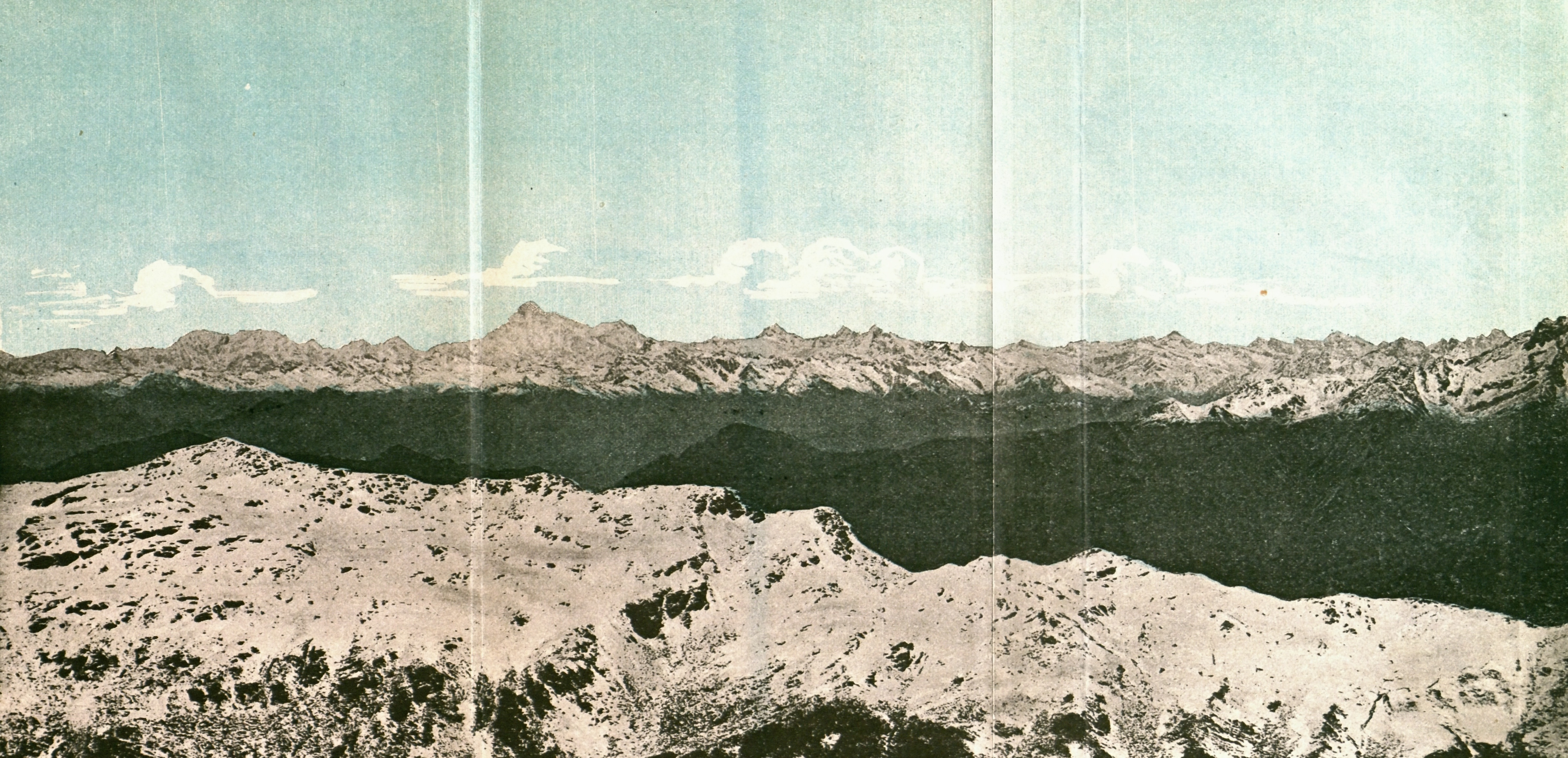
Gaurisankar (Mount Everest) und die Nepal-Alpen vom Südsporn des Kinchinjunga.
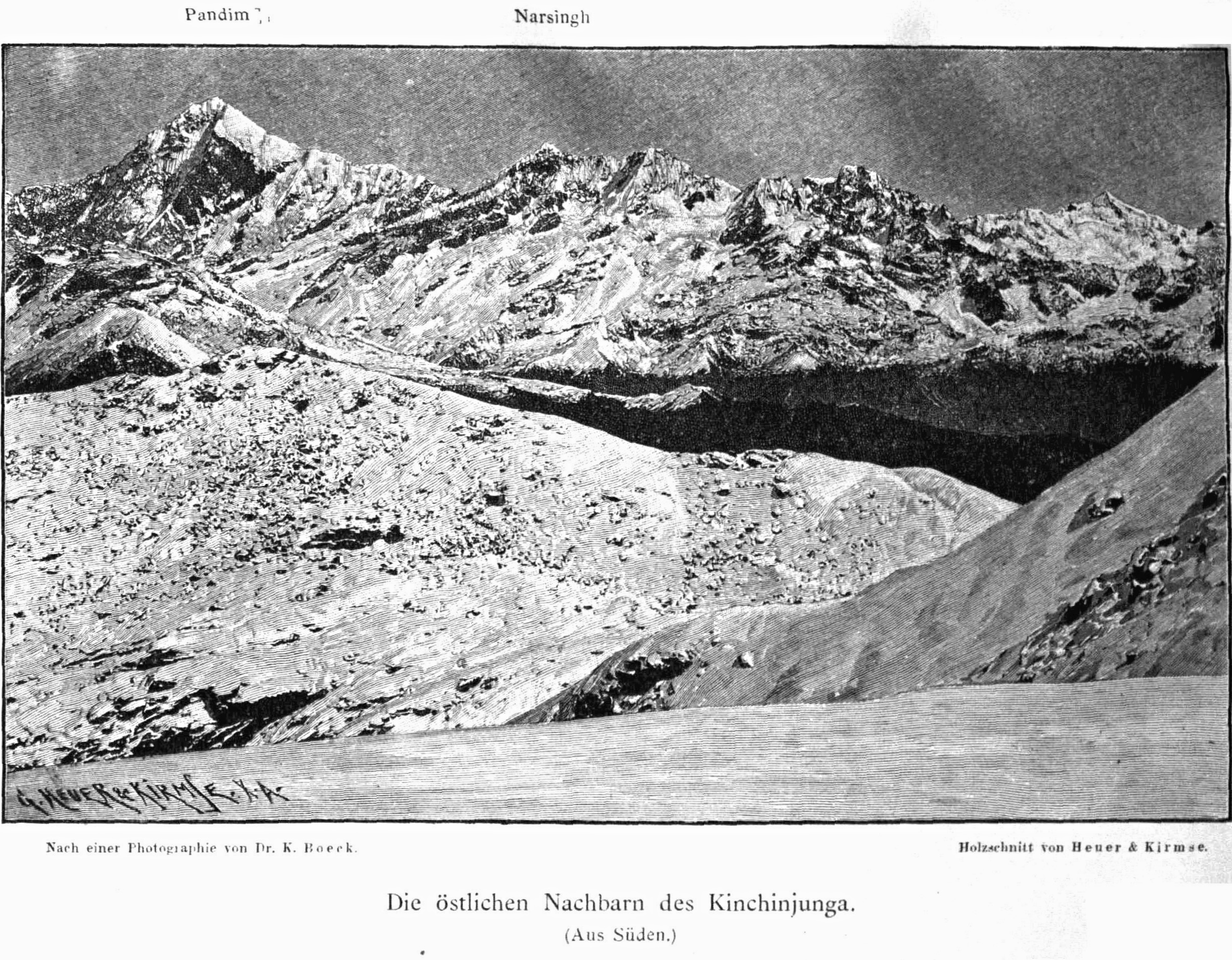
Die östlichen Nachbarn des Kinchinjunga.
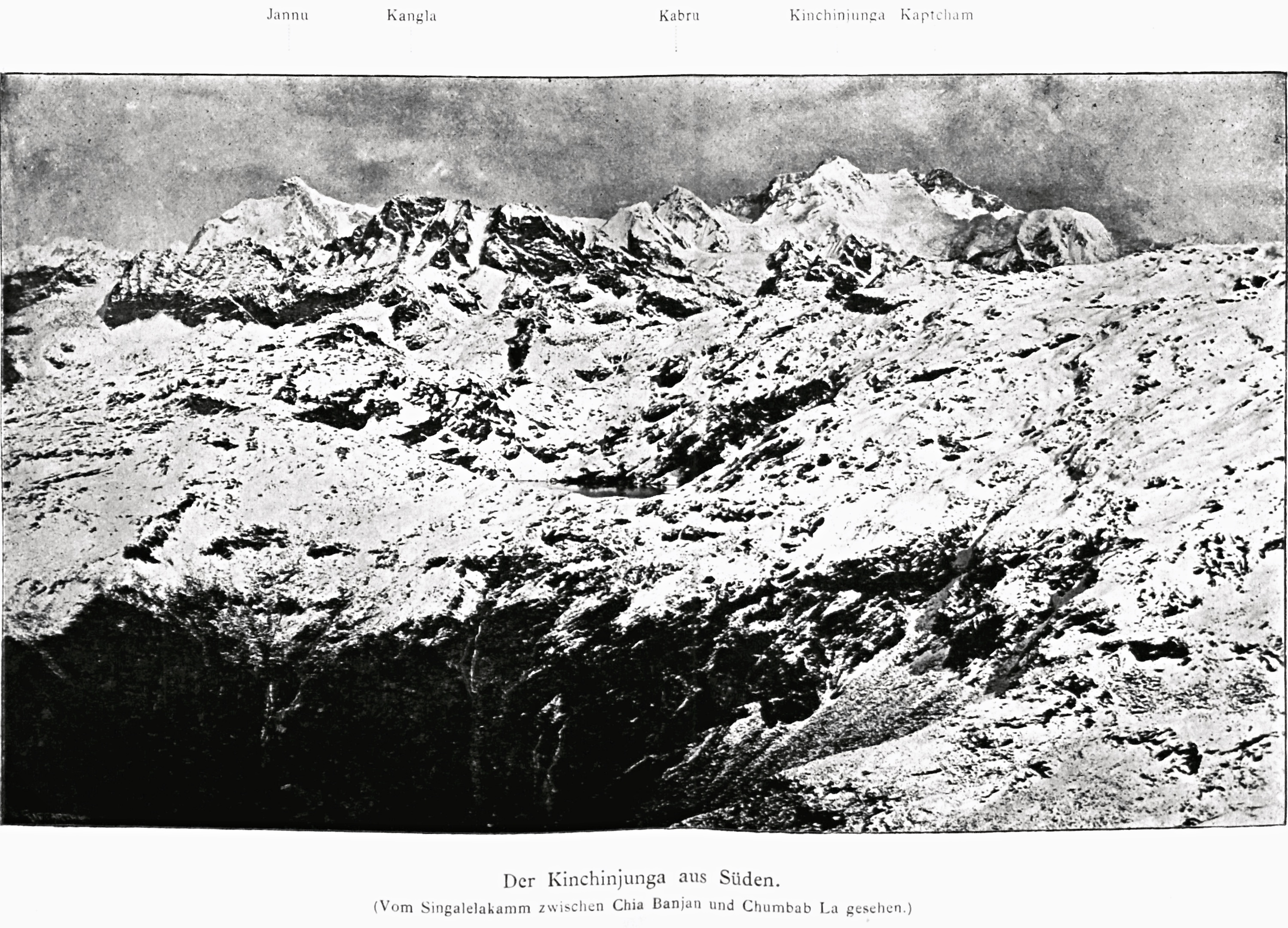
Der Kinchinjunga aus Süden.
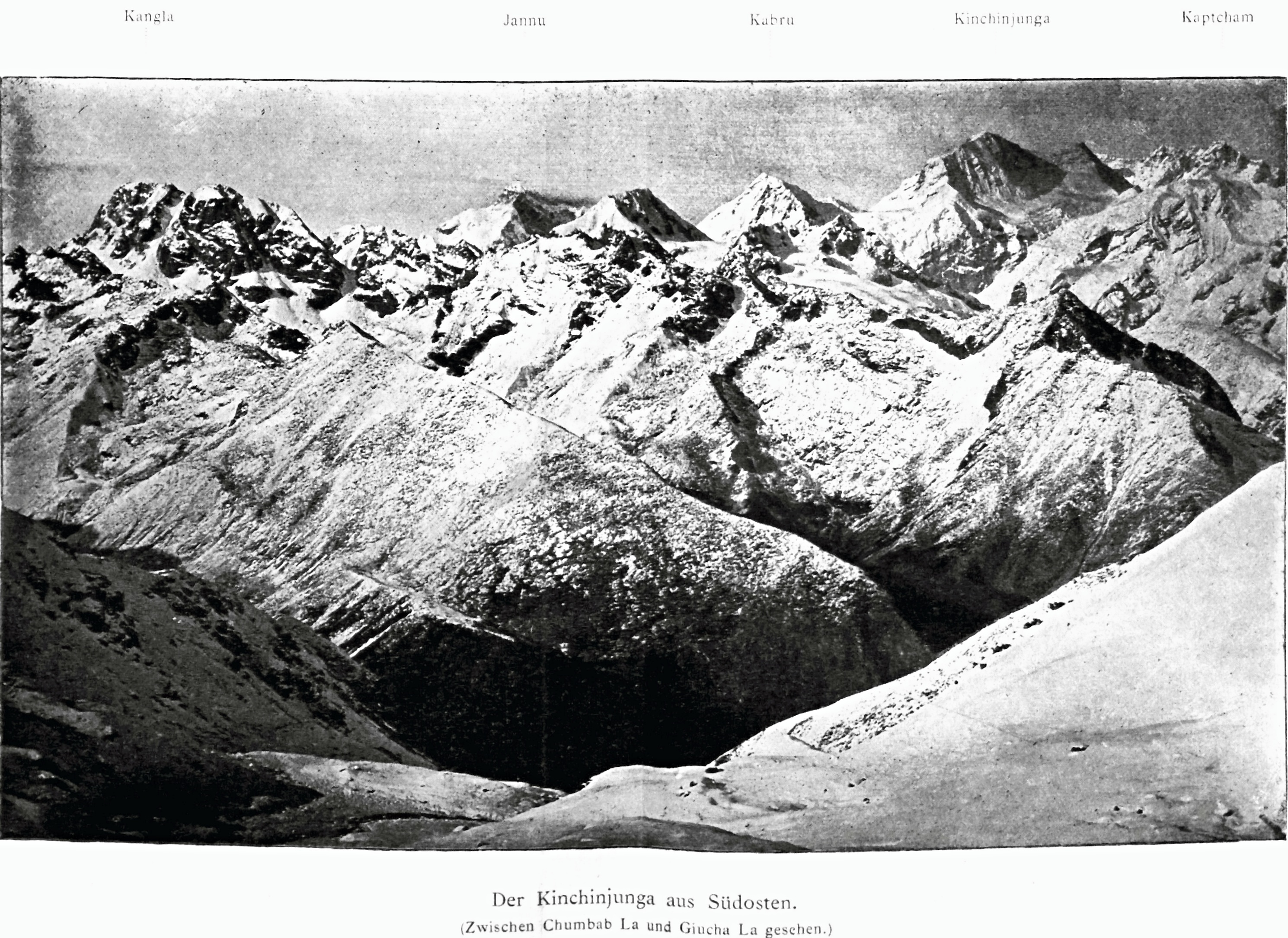
Der Kinchinjunga aus Südosten.

## Werke
- Dr. Boecks Himalaya-Album
- Indische Gletscherfahrten, Deutsche Verlagsanstalt, Stuttgart und Leipzig, 1900 (archive.org)
- Durch Indien ins verschlossene Land Nepal, Verlag von Ferdinand Hirt und Sohn, Leipzig, 1903
- 60 Scherzgedichte zu Lichtbildern aus dem Wunderland Indien, Selbstverlag, 1912
- Indische Gletscherfahrten. Salzwasser Verlag, Paderborn, Neuauflage 2012, 352 S., ISBN 978-3-86444-222-3
- Im Banne des Everest